# Svojšice, Pardubice
Svojšice là một làng thuộc huyện Pardubice, vùng Pardubický, Cộng hòa Séc.